# Monastirščinskij rajon
Il Monastirščinskij rajon (in russo Монастырщинский район?) è un rajon dell'Oblast' di Smolensk, nella Russia europea; il capoluogo è Monastirščina. Istituito nel 1929, ricopre una superficie di 1.513,75 chilometri quadrati e nel 2010 ospitava una popolazione di circa 11.000 abitanti.